# 科斯梅區
12°34′11″S 74°39′24″W / 12.56972°S 74.65667°W
科斯梅區（西班牙語：Distrito de Cosme），是秘魯的一個區，位於該國中南部萬卡韋利卡大區的丘爾坎帕省，始建於2010年6月7日，面積106.43平方公里，海拔高度3,465米，2002年人口5,035，人口密度每平方公里47人。